# 5302 Romanoserra
5302 Romanoserra (1976 YF5) là một tiểu hành tinh vành đai chính được phát hiện ngày 18 tháng 12 năm 1976 bởi N. S. Chernykh ở Đài vật lý thiên văn Crimean.